# Phillip Rhee
Phillip Rhee (Szöul, 1960. szeptember 7. –) koreai származású amerikai színész, rendező, producer, forgatókönyvíró és harcművész. 
Legismertebb alakítását a Riválisok című 1989-es harcművészeti filmben és annak három további folytatásában nyújtotta.

## Gyermekkora és családja
Szöulban, Dél-Koreában született, apja Rhee Min-hui, a Korean American Federation korábbi elnöke. Kilencévesen szüleivel együtt az Amerikai Egyesült Államokba vándorolt. San Franciscóban nőtt fel, bandaháborúk által sújtott, rossz környéken. A negatív környezet elől a harcművészetekbe menekült, taekwondóból, hapkidóból és kendóból is fekete övet szerzett. Bátyja, Simon Rhee szintén harcművész, később színész és kaszkadőr lett. A Rhee testvérek apjukkal együtt gyakran részt vettek harcművész versenyeken, ahol hírnevet szereztek maguknak.

## Pályafutása
A harcművészetek mellett Rhee a filmezés felé fordult: 1988-ban producerként, szereplőként, illetve a harci jelenetek koreográfusaként részt vett a Halálos képlet című akciófilm elkészítésében. Az évtized során saját produkciós céget alapított SVS Entertainment néven.
1989-ben jelent meg Riválisok című filmje (melyhez színészként, producerként és forgatókönyvíróként is hozzájárult) és egycsapásra ismertté tette nevét. A film cselekményét részben személyes élményei inspirálták, ugyanis pár évvel korábban az amerikai csapat színeiben indult egy taekwondoversenyen a koreaiak ellen. A filmben együtt szerepelt Eric Roberts, James Earl Jones és Chris Penn színészekkel, valamint testvérével, Simonnal (aki a film negatív főszerepét kapta). Rhee egy olyan, kiskorú nézők számára is alkalmas filmet akart elkészíteni, mely bemutatja a harcművészetek szellemiségét és kerüli az öncélú erőszakot.
Rhee harcművészeti oktatóként foglalkozott Ronald Reagan egykori amerikai elnök fiával, Ron Reagannel, Sylvester Stallone fiával, Sage-dzsel, illetve Josh Brolin és Heather Graham színészekkel is. Komoly szakmai ajánlatokat kapott és tárgyalások folytak arról, hogy szerepelni fog egy Oliver Stone és John Woo nevével fémjelzett nagy költségvetésű Warner Bros. filmben. A Village Roadshow Pictures egy 9 millió dolláros szerződést is felajánlott neki három film elkészítésére, végül azonban egyik projekt sem valósult meg.
Az 1990-es évek folyamán három további Riválisok-folytatás született. 1993-ban jelent meg a Halálos riválisok, ezt követte a Riválisok 3. – Nincs visszaút (1996) és a Riválisok 4. – Figyelmeztetés nélkül (1998). Utóbbi két filmet rendezőként is jegyzi. A negyedik résszel kapcsolatban egy interjúban elismerte, hogy elsősorban a honorárium motiválta, ezért az nem is lett igazán jó.
A 2000-es évek elején visszavonult a filmes világból és családjára, valamint harcművész-oktatói tevékenységére fókuszált. 2008-ban Dnext Media névvel egy koreai székhelyű, 3D-s utómunkálatokkal foglalkozó céget alapított a Warner Bros. akkori ügyvezetőjével, Jim Millerrel közösen. 2015-ben tért vissza a színészethez a családbarát Underdog Kids című harcművészeti filmmel. Rhee a számára oly fontosnak és kedvesnek tartott filmet úgy írta le, mint a Riválisok gyerekekről szóló változatát. Az Underdog Kids-ben rendezőként, forgatókönyvíróként, producerként, valamint színészként is közreműködött. A filmben Beau Bridges, Tom Arnold és Ryan Potter színészek mellett olyan harcművészek is szerepelnek, mint Richard Norton, Don 'The Dragon' Wilson, Dan Inosanto és Benny Urquidez.
Rhee elmondása szerint a Riválisok-filmek rebootját is tervezi, új szereplőkkel.

## Filmográfia

### Rendező és producer
| Év   | Magyar cím                           | Eredeti cím                         | Feladatkör | Feladatkör | Feladatkör | Megjegyzések                 |
| Év   | Magyar cím                           | Eredeti cím                         | Rendező    | Író        | Producer   | Megjegyzések                 |
| ---- | ------------------------------------ | ----------------------------------- | ---------- | ---------- | ---------- | ---------------------------- |
| 1984 |                                      | Furious                             | Nem        | Nem        | Nem        | harci jelenetek koreográfusa |
| 1985 |                                      | Los Angeles Streetfighter           | Nem        | Nem        | Nem        | produkciós menedzser         |
| 1988 | Halálos képlet                       | Silent Assassins                    | Nem        | Nem        | Igen       | harci jelenetek koreográfusa |
| 1989 | Riválisok                            | Best of the Best                    | Nem        | Sztori     | Igen       |                              |
| 1993 | Halálos riválisok                    | Best of the Best 2                  | Nem        | Nem        | Igen       |                              |
| 1995 | Riválisok 3. – Nincs visszaút        | Best of the Best 3: No Turning Back | Igen       | Nem        | Igen       |                              |
| 1998 | Riválisok 4. – Figyelmeztetés nélkül | Best of the Best 4: Without Warning | Igen       | Igen       | Igen       |                              |
| 2015 |                                      | Underdog Kids                       | Igen       | Igen       | Igen       |                              |

### Színész
| Év   | Magyar cím                           | Eredeti cím                                          | Szerep                         | Magyar hang          |
| ---- | ------------------------------------ | ---------------------------------------------------- | ------------------------------ | -------------------- |
| 1977 |                                      | The Kentucky Fried Movie (A Fistful of Yen-szegmens) | Klahn őre                      |                      |
| 1983 |                                      | Firefight (rövidfilm)                                | vietkong                       |                      |
| 1984 |                                      | Furious                                              | Chan mester                    |                      |
| 1985 |                                      | Los Angeles Streetfighter                            | Tony                           |                      |
| 1985 |                                      | Crime Killer                                         | őr                             |                      |
| 1986 |                                      | Hell Squad                                           | karatés harcos                 |                      |
| 1988 | Halálos képlet                       | Silent Assassins                                     | Bernard                        |                      |
| 1989 | Riválisok                            | Best of the Best                                     | Tommy Lee                      | Bor Zoltán           |
| 1989 | Riválisok                            | Best of the Best                                     | Tommy Lee                      | Felföldi László      |
| 1989 | Riválisok                            | Best of the Best                                     | Tommy Lee                      | Háda János           |
| 1993 | Halálos riválisok                    | Best of the Best 2                                   | Tommy Lee                      | Gesztesi Károly      |
| 1995 | Riválisok 3. – Nincs visszaút        | Best of the Best 3: No Turning Back                  | Tommy Lee                      | Reisenbüchler Sándor |
| 1995 | Riválisok 3. – Nincs visszaút        | Best of the Best 3: No Turning Back                  | Tommy Lee                      | Gesztesi Károly      |
| 1998 | Riválisok 4. – Figyelmeztetés nélkül | Best of the Best 4: Without Warning                  | Tommy Lee                      | Gesztesi Károly      |
| 2015 |                                      | Underdog Kids                                        | Jimmy 'The Lightning Bolt' Lee |                      |
| 2017 |                                      | Two Bellmen Three                                    | ceremóniamester                |                      |